# Двухбабный, Исаак Шаевич
Исаа́к Ша́евич Двухба́бный (2 апреля 1922, Тальное, Киевская губерния — 5 ноября 1943, Керчь, Крымская АССР) — участник Великой Отечественной войны, наводчик орудия 490-го истребительно-противотанкового артиллерийского полка 18-й армии Северо-Кавказского фронта. Герой Советского Союза (16.05.1944; посмертно), сержант.

## Биография
Родился в посёлке Тальное в семье служащего. По национальности еврей. Закончив семь классов школы, работал на заводе строительных материалов в Тальном.
Призван в ряды Красной Армии в декабре 1940 года, с 1941 года — в действующей армии.
Сержант Двухбабный особо отличился 5 ноября 1943 года, когда в составе передовой десантной группы форсировал Керченский пролив в районе посёлка Эльтиген, ныне село Героевское. Им лично, прямой наводкой, были уничтожены прожектор, две 37-мм пушки и два пулемёта противника. Этим была дана возможность десантироваться оставшейся группе захвата. В ходе продолжавшегося боя Двухбабным были подбиты из орудия два танка, а третий был подорван противотанковой гранатой. Отважный артиллерист в этом бою погиб.
Указом Президиума Верховного Совета СССР от 3 июня 1944 года «О присвоении звания Героя Советского Союза офицерскому и сержантскому составу артиллерии Красной Армии»
за образцовое выполнение боевых заданий Командования на фронте борьбы с немецкими захватчиками и проявленные при этом отвагу и геройство

сержанту Двухбабному Исааку Шаевичу посмертно присвоено звание Героя Советского Союза.
- Похоронен в селе Героевском.

## Награды
- Медаль «Золотая Звезда» Героя Советского Союза (не вручалась).
- Орден Ленина.

## Память
- Имя Героя носит одна из улиц города Тальное, в котором на аллее Героев установлена мемориальная доска, посвящённая славному земляку.